# Aston Villa Women Football Club 2022-2023
Questa voce raccoglie le informazioni riguardanti l'Aston Villa Women Football Club nelle competizioni ufficiali della stagione 2022-2023.

## Stagione
La stagione 2022-23 è stata la terza consecutiva dell'Aston Villa nella Women's Super League, massima serie del campionato inglese. Anche per questa stagione lo stadio casalingo è stato il Bescot Stadium di Walsall, con alcune partite disputate al Villa Park di Birmingham, sede delle partite casalinghe della prima squadra maschile. Con la fine della stagione precedente, Anita Asante si era ritirata dal calcio giocato, dopo aver speso le ultime due annate all'Aston Villa. La stagione è stata caratterizzata da una serie di gravi infortuni che hanno costretto alcune giocatrici ad essere indisponibili per lunghi periodi: Simone Magill ha subito un infortunio al ginocchio pochi giorni dopo la firma del contratto, Chantelle Boye-Hlorkah ha subito la rottura del legamento crociato anteriore, Natasha Harding ha subito la rottura del tendine, Remi Allen era tornata in campo a fine stagione un anno dopo l'infortunio, mentre Meaghan Sargeant è stata costretta a saltare tutta la stagione.
Il campionato di Women's Super League è stato concluso al quinto posto con 37 punti conquistati, frutto di 11 vittorie, 4 pareggi e 7 sconfitte, ottenendo la migliore prestazione del club. Rachel Daly ha vinto la classifica delle migliori marcatrici del torneo con 22 reti realizzate in 22 partite disputate. In FA Women's Cup la squadra, che era partita dal quarto turno, è arrivato fino alle semifinali, dove è stata sconfitta dal Chelsea. In FA Women's League Cup la squadra ha concluso la fase a gruppi al primo posto nel gruppo A, accendendo così alla fase a eliminazione diretta; è stata eliminata ai quarti di finale dall'Arsenal.

## Maglie e sponsor
Le tenute di gioco solo le stesse adottate dall'Aston Villa maschile.
| Casa | Trasferta | Terza divisa |

## Rosa
Rosa e numeri come da sito ufficiale.
| N. |                        | Ruolo | Calciatrice            |
| -- | ---------------------- | ----- | ---------------------- |
| 1  | Inghilterra (bandiera) | P     | Hannah Hampton         |
| 2  | Inghilterra (bandiera) | D     | Sarah Mayling          |
| 3  | Inghilterra (bandiera) | D     | Meaghan Sargeant       |
| 4  | Inghilterra (bandiera) | C     | Remi Allen (capitano)  |
| 6  | Scozia (bandiera)      | D     | Rachel Corsie          |
| 7  | Svizzera (bandiera)    | A     | Alisha Lehmann         |
| 8  | Inghilterra (bandiera) | A     | Rachel Daly            |
| 9  | Australia (bandiera)   | A     | Emily Gielnik          |
| 10 | Francia (bandiera)     | C     | Kenza Dali             |
| 11 | Inghilterra (bandiera) | A     | Chantelle Boye-Hlorkah |
| 12 | Inghilterra (bandiera) | D     | Lucy Staniforth        |
| 14 | Inghilterra (bandiera) | C     | Danielle Turner        |
| 15 | Inghilterra (bandiera) | D     | Anna Patten            |
| 16 | Inghilterra (bandiera) | D     | Olivia McLoughlin      |
| 17 | Galles (bandiera)      | A     | Natasha Harding        |

| N. |                             | Ruolo | Calciatrice       |
| -- | --------------------------- | ----- | ----------------- |
| 18 | Inghilterra (bandiera)      | A     | Freya Gregory     |
| 19 | Inghilterra (bandiera)      | C     | Laura Blindkilde  |
| 20 | Scozia (bandiera)           | A     | Kirsty Hanson     |
| 21 | Nuova Zelanda (bandiera)    | P     | Anna Leat         |
| 22 | Irlanda del Nord (bandiera) | A     | Simone Magill     |
| 24 | Inghilterra (bandiera)      | C     | Alice Keitley     |
| 26 | Inghilterra (bandiera)      | A     | Isobel Goodwin    |
| 28 | Inghilterra (bandiera)      | D     | Evie Rabjohn      |
| 31 | Irlanda (bandiera)          | C     | Ruesha Littlejohn |
| 32 | Galles (bandiera)           | C     | Mary McAteer      |
| 33 | Inghilterra (bandiera)      | D     | Mayumi Pacheco    |
| 35 | Inghilterra (bandiera)      | C     | Georgia Mullett   |
| 36 | Inghilterra (bandiera)      | C     | Megan Shaw        |
| 88 | Inghilterra (bandiera)      | C     | Jordan Nobbs      |

## Calciomercato

### Sessione estiva
| Acquisti | Acquisti        | Acquisti          | Acquisti      |
| R.       | Nome            | da                | Modalità      |
| -------- | --------------- | ----------------- | ------------- |
| P        | Anna Leat       | West Ham          | [ 15 ]        |
| D        | Natalie Haigh   | Coventry Utd      | fine prestito |
| D        | Elisha N'Dow    | Coventry Utd      | fine prestito |
| D        | Anna Patten     | Arsenal           | prestito      |
| D        | Danielle Turner | Everton           | [ 17 ]        |
| C        | Kenza Dali      | Everton           | [ 18 ]        |
| C        | Freya Gregory   | Leicester City    | fine prestito |
| A        | Rachel Daly     | Houston Dash      | [ 19 ]        |
| A        | Kirsty Hanson   | Manchester United | prestito      |
| A        | Natasha Harding | Reading           | [ 21 ]        |
| A        | Simone Magill   | Everton           | [ 22 ]        |

| Cessioni | Cessioni            | Cessioni          | Cessioni      |
| R.       | Nome                | a                 | Modalità      |
| -------- | ------------------- | ----------------- | ------------- |
| P        | Sian Rogers         | Charlton Athletic | prestito      |
| D        | Natalie Haigh       |                   | ritirata      |
| D        | Elisha N'Dow        | Charlton Athletic | prestito      |
| D        | Anna Patten         | Arsenal           | fine prestito |
| C        | Chloe Arthur        | Crystal Palace    | [ 26 ]        |
| C        | Ramona Petzelberger | Tottenham         | [ 27 ]        |
| A        | Anita Asante        |                   | ritirata      |
| A        | Shania Hayles       | Bristol City      | [ 24 ]        |
| A        | Sophie Haywood      | Sheffield Utd     | [ 24 ]        |
| A        | Jodie Hutton        | Bristol City      | [ 24 ]        |
| A        | Jill Scott          | Manchester City   | fine prestito |

### Sessione invernale
| Acquisti | Acquisti        | Acquisti          | Acquisti |
| R.       | Nome            | da                | Modalità |
| -------- | --------------- | ----------------- | -------- |
| C        | Jordan Nobbs    | Arsenal           | [ 29 ]   |
| C        | Lucy Staniforth | Manchester United | [ 30 ]   |

| Cessioni | Cessioni          | Cessioni        | Cessioni |
| R.       | Nome              | a               | Modalità |
| -------- | ----------------- | --------------- | -------- |
| D        | Olivia McLoughlin | Birmingham City | prestito |
| A        | Isobel Goodwin    | Coventry Utd    | [ 32 ]   |

## Risultati

### Women's Super League

#### Girone di andata
| Arbitro: | Simms |

|                                    |           |                                                        |
| Zigiotti Olme 3’ Carter 49’ (rig.) | Marcatori | 15’ Staniforth 17’ Hanson 23’, 43’, 69’ Nobbs 36’ Daly |

| Arbitro: | Saunders |

|                                    |           |                            |
| Lehmann 22’ Daly 32’, 76’ Dali 58’ | Marcatori | 45+1’, 55’ Coombs 53’ Shaw |

| Arbitro: | Parsons |

|  |           |                            |
|  | Marcatori | 3’ (rig.) Daly 86’ Gielnik |

| Arbitro: | Foster |

|          |           |                               |
| Dali 77’ | Marcatori | 2’ Brynjarsdóttir 14’ Hayashi |

| Arbitro: | Dowle |

|  |           |            |
|  | Marcatori | 57’ Graham |

| Arbitro: | Woods |

|                         |           |          |
| James 22’, 47’ Kerr 63’ | Marcatori | 38’ Daly |

| Arbitro: | Massey-Ellis |

|  |           |                 |
|  | Marcatori | 57’ (rig.) Daly |

| Arbitro: | Herczeg |

|                             |           |         |
| Daly 37’, 45+2’, 76’ (rig.) | Marcatori | 7’ Wade |

| Arbitro: | Saunders |

|                                                          |           |  |
| Zelem 13’ Galton 28’ Russo 51’ Batlle 76’ Williams 90+3’ | Marcatori |  |

| Arbitro: | Howard |

|           |           |                                                    |
| Hanson 6’ | Marcatori | 26’ (aut.) Corsie 60’ Miedema 62’ McCabe 84’ Nobbs |

| Arbitro: | Kirk |

|                   |           |             |
| Dali 34’ Daly 38’ | Marcatori | 28’ England |

#### Girone di ritorno
| Arbitro: | Foster |

|                 |           |            |
| Castellanos 28’ | Marcatori | 31’ Hanson |

| Arbitro: | Saunders |

|                  |           |                   |
| Green 33’ (aut.) | Marcatori | 74’ Zigiotti Olme |

| Arbitro: | Fearn |

|  |           |                             |
|  | Marcatori | 5’ Dali 67’ (aut.) Finnigan |

| Arbitro: | Bell |

|            |           |                    |
| Asseyi 79’ | Marcatori | 34’ Daly 62’ Nobbs |

| Arbitro: | Simms |

|                                        |           |  |
| Dali 6’ Lehmann 35’, 71’ Daly 45’, 55’ | Marcatori |  |

| Arbitro: | Saunders |

|  |           |                                  |
|  | Marcatori | 22’ Čanković 43’ Reiten 56’ Kerr |

| Arbitro: | Pearson |

|                               |           |                         |
| Summanen 27’, 47’ England 59’ | Marcatori | 9’ Hanson 21’, 84’ Daly |

| Arbitro: | Benn |

|              |           |                                       |
| Daly 9’, 37’ | Marcatori | 15’ Galton 62’ Parris 90+4’ M. Turner |

| Arbitro: | Byrne |

|  |           |                                           |
|  | Marcatori | 14’, 55’, 63’ Daly 41’ Lehmann 44’ Hanson |

| Arbitro: | Dowle |

|                           |           |                            |
| Hanson 7’, 70’ Daly 45+1’ | Marcatori | 37’, 62’ Stengel 40’ Dowie |

| Arbitro: | Fearn |

|  |           |                        |
|  | Marcatori | 45+2’ Daly 49’ Lehmann |

### FA Women's Cup
| Arbitro: | Parke |

| |           |  |
| Daly 2’, 11’, 51’, 70’ Blindkilde 7’ Dali 21’ Gielnik 22’ Patten 26’ Lehmann 75’ Pacheco 78’ Mayling 88’ (rig.) | Marcatori |  |

| Arbitro: | Benn |

|                                                                   |                      |                                                                 |
| Brynjarsdóttir 90+2’                                              | Marcatori            | 50’ Daly                                                        |
| Brynjarsdóttir Fisk Filis Asseyi Atkinson Shimizu Flannery Arnold | Tiri di rigore 6 – 7 | Mayling Staniforth Gielnik Nobbs Pacheco Gregory Corsie Hampton |

| Arbitro: | Welch |

|                     |           |                 |
| Corsie 20’ Daly 96’ | Marcatori | 38’ Castellanos |

| Arbitro: | Foster |

|  |           |          |
|  | Marcatori | 59’ Kerr |

### FA Women's League Cup

#### Fase a gruppi
| Arbitro: | Burgin |

|                                                  |                      |                                                      |
| Daly 72’                                         | Marcatori            | 16’ Parris                                           |
| Lehmann Corsie Daly Dali Mayling Harding Pacheco | Tiri di rigore 4 – 3 | Zelem Ladd Bøe Risa Le Tissier Toone Blundell Batlle |

| Liverpool 26 ottobre 2022, ore 18:30 UTC+1 Gruppo A - 2ª giornata | Everton              | 1 – 1 referto                     | Aston Villa | Walton Hall Park |
| \| \| \| \| \| Beever-Jones 62’ \| Marcatori \| 49’ Harding \| \| Graham Stenevik Bennison Galli Björn \| Tiri di rigore 4 – 2 \| Mayling Patten Harding Blindkilde \| |                      |                                   |             |                  |
| |                      |                                   |             |                  |
| Beever-Jones 62’ | Marcatori            | 49’ Harding                       |             |                  |
| Graham Stenevik Bennison Galli Björn | Tiri di rigore 4 – 2 | Mayling Patten Harding Blindkilde |             |                  |

| Walsall 27 novembre 2022, ore 18:00 UTC+0 Gruppo A - 3ª giornata | Aston Villa | 1 – 0 referto | Durham | Bescot Stadium |
| \| \| \| \| \| Daly 75’ \| Marcatori \| \|                       |             |               |        |                |
|                                                                  |             |               |        |                |
| Daly 75’                                                         | Marcatori   |               |        |                |

| Scunthorpe 7 dicembre 2022, ore 19:30 UTC+0 Gruppo A - 4ª giornata       | Sheffield Utd | 1 – 2 referto       | Aston Villa | Glanford Park |
| \| \| \| \| \| Enderby 80’ (rig.) \| Marcatori \| 20’ Hanson 22’ Dali \| |               |                     |             |               |
|                                                                          |               |                     |             |               |
| Enderby 80’ (rig.)                                                       | Marcatori     | 20’ Hanson 22’ Dali |             |               |

#### Fase a eliminazione diretta
| Arbitro: | Brook |

|                           |           |  |
| Maanum 29’, 50’ Foord 60’ | Marcatori |  |

## Statistiche

### Statistiche di squadra
| Competizione          | Punti | In casa | In casa | In casa | In casa | In casa | In casa | In trasferta | In trasferta | In trasferta | In trasferta | In trasferta | In trasferta | Totale | Totale | Totale | Totale | Totale | Totale | DR  |
| Competizione          | Punti | G       | V       | N       | P       | Gf      | Gs      | G            | V            | N            | P            | Gf           | Gs           | G      | V      | N      | P      | Gf     | Gs     | DR  |
| --------------------- | ----- | ------- | ------- | ------- | ------- | ------- | ------- | ------------ | ------------ | ------------ | ------------ | ------------ | ------------ | ------ | ------ | ------ | ------ | ------ | ------ | --- |
| Women's Super League  | 37    | 11      | 4       | 2       | 5       | 22      | 22      | 11           | 7            | 2            | 2            | 25           | 15           | 22     | 11     | 4      | 7      | 47     | 37     | +10 |
| FA Women's Cup        | -     | 3       | 2       | 0       | 1       | 13      | 2       | 1            | 0            | 1            | 0            | 1            | 1            | 4      | 2      | 1      | 1      | 14     | 3      | +11 |
| FA Women's League Cup | -     | 2       | 1       | 1       | 0       | 2       | 1       | 3            | 1            | 1            | 1            | 3            | 5            | 5      | 2      | 2      | 1      | 5      | 6      | -1  |
| Totale                | -     | 16      | 7       | 3       | 6       | 37      | 25      | 15           | 8            | 4            | 3            | 29           | 21           | 31     | 15     | 7      | 9      | 66     | 46     | +20 |

### Andamento in campionato
| Giornata  | 1 | 2 | 3 | 4 | 5 | 6 | 7 | 8 | 9 | 10 | 11 | 12 | 13 | 14 | 15 | 16 | 17 | 18 | 19 | 20 | 21 | 22 |
| --------- | - | - | - | - | - | - | - | - | - | -- | -- | -- | -- | -- | -- | -- | -- | -- | -- | -- | -- | -- |
| Luogo     | T | C | T | C | C | T | T | C | T | C  | C  | T  | C  | T  | T  | C  | C  | T  | C  | T  | C  | T  |
| Risultato | V | V | V | P | P | P | V | V | P | P  | V  | N  | N  | V  | V  | V  | P  | N  | P  | V  | N  | V  |
| Posizione | 5 | 3 | 3 | 4 | 7 | 8 | 6 | 5 | 5 | 6  | 7  | 6  | 6  | 5  | 5  | 5  | 5  | 5  | 5  | 5  | 5  | 5  |

Legenda:

Luogo: C = Casa; T = Trasferta. Risultato: V = Vittoria; N = Pareggio; P = Sconfitta.

### Statistiche delle giocatrici
| Giocatore       | FA Women's Super League | FA Women's Super League | FA Women's Super League | FA Women's Super League | FA Women's Cup | FA Women's Cup | FA Women's Cup | FA Women's Cup | FA Women's League Cup | FA Women's League Cup | FA Women's League Cup | FA Women's League Cup | Totale   | Totale | Totale      | Totale     |
| Giocatore       | Presenze                | Reti                    | Ammonizioni             | Espulsioni              | Presenze       | Reti           | Ammonizioni    | Espulsioni     | Presenze              | Reti                  | Ammonizioni           | Espulsioni            | Presenze | Reti   | Ammonizioni | Espulsioni |
| --------------- | ----------------------- | ----------------------- | ----------------------- | ----------------------- | -------------- | -------------- | -------------- | -------------- | --------------------- | --------------------- | --------------------- | --------------------- | -------- | ------ | ----------- | ---------- |
| R. Allen        | 3                       | 0                       | 1                       | 0                       | -              | -              | -              | -              | -                     | -                     | -                     | -                     | 3        | 0      | 1           | 0          |
| L. Blindkilde   | 21                      | 0                       | 2                       | 0                       | 3              | 1              | 0              | 0              | 5                     | 0                     | 0                     | 0                     | 29       | 1      | 2           | 0          |
| C. Boye-Hlorkah | 4                       | 0                       | 0                       | 0                       | -              | -              | -              | -              | 2                     | 0                     | 0                     | 0                     | 6        | 0      | 0           | 0          |
| R. Corsie       | 15                      | 0                       | 1                       | 0                       | 3              | 1              | 1              | 0              | 4                     | 0                     | 1                     | 0                     | 22       | 1      | 3           | 0          |
| K. Dali         | 21                      | 5                       | 0                       | 0                       | 4              | 1              | 1              | 0              | 5                     | 1                     | 0                     | 0                     | 30       | 7      | 1           | 0          |
| R. Daly         | 22                      | 22                      | 2                       | 0                       | 4              | 6              | 0              | 0              | 4                     | 2                     | 1                     | 0                     | 30       | 30     | 3           | 0          |
| E. Gielnik      | 9                       | 1                       | 0                       | 0                       | 2              | 1              | 0              | 0              | 3                     | 0                     | 0                     | 0                     | 14       | 2      | 0           | 0          |
| I. Goodwin      | 3                       | 0                       | 0                       | 0                       | -              | -              | -              | -              | 1                     | 0                     | 0                     | 0                     | 4        | 0      | 0           | 0          |
| F. Gregory      | 7                       | 0                       | 0                       | 0                       | 2              | 0              | 0              | 0              | 3                     | 0                     | 0                     | 0                     | 12       | 0      | 0           | 0          |
| H. Hampton      | 15                      | -28                     | 1                       | 0                       | 4              | -3             | 0              | 0              | 2                     | -3                    | 0                     | 0                     | 21       | -34    | 1           | 0          |
| K. Hanson       | 20                      | 7                       | 4                       | 0                       | 4              | 0              | 1              | 0              | 4                     | 1                     | 0                     | 0                     | 28       | 8      | 5           | 0          |
| N. Harding      | 4                       | 0                       | 0                       | 0                       | -              | -              | -              | -              | 2                     | 1                     | 0                     | 0                     | 6        | 1      | 0           | 0          |
| A. Keitley      | 1                       | 0                       | 0                       | 0                       | -              | -              | -              | -              | -                     | -                     | -                     | -                     | 1        | 0      | 0           | 0          |
| A. Leat         | 7                       | -9                      | 1                       | 0                       | -              | -              | -              | -              | 3                     | -3                    | 0                     | 0                     | 10       | -12    | 1           | 0          |
| A. Lehmann      | 22                      | 5                       | 2                       | 0                       | 4              | 1              | 0              | 0              | 5                     | 0                     | 1                     | 0                     | 31       | 6      | 3           | 0          |
| R. Littlejohn   | 8                       | 0                       | 2                       | 0                       | -              | -              | -              | -              | 2                     | 0                     | 0                     | 0                     | 10       | 0      | 2           | 0          |
| S. Magill       | 3                       | 0                       | 1                       | 0                       | -              | -              | -              | -              | -                     | -                     | -                     | -                     | 3        | 0      | 1           | 0          |
| S. Mayling      | 20                      | 0                       | 3                       | 0                       | 4              | 1              | 1              | 0              | 5                     | 0                     | 1                     | 0                     | 29       | 1      | 5           | 0          |
| M. McAteer      | 0                       | 0                       | 0                       | 0                       | -              | -              | -              | -              | -                     | -                     | -                     | -                     | 0        | 0      | 0           | 0          |
| O. McLoughlin   | 7                       | 0                       | 0                       | 0                       | 1              | 0              | 0              | 0              | 5                     | 0                     | 1                     | 0                     | 13       | 0      | 1           | 0          |
| G. Mullett      | 2                       | 0                       | 0                       | 0                       | 1              | 0              | 0              | 0              | -                     | -                     | -                     | -                     | 3        | 0      | 0           | 0          |
| J. Nobbs        | 11                      | 4                       | 2                       | 0                       | 3              | 0              | 0              | 0              | 1                     | 0                     | 0                     | 0                     | 15       | 4      | 2           | 0          |
| M. Pacheco      | 22                      | 0                       | 2                       | 0                       | 4              | 1              | 0              | 0              | 5                     | 0                     | 0                     | 0                     | 31       | 1      | 2           | 0          |
| A. Patten       | 19                      | 0                       | 1                       | 0                       | 3              | 1              | 0              | 0              | 3                     | 0                     | 0                     | 0                     | 25       | 1      | 1           | 0          |
| E. Rabjohn      | 3                       | 0                       | 0                       | 0                       | 1              | 0              | 0              | 0              | 1                     | 0                     | 0                     | 0                     | 5        | 0      | 0           | 0          |
| M. Sargeant     | -                       | -                       | -                       | -                       | -              | -              | -              | -              | -                     | -                     | -                     | -                     | -        | -      | -           | -          |
| M. Shaw         | 0                       | 0                       | 0                       | 0                       | 1              | 0              | 0              | 0              | -                     | -                     | -                     | -                     | 1        | 0      | 0           | 0          |
| L. Staniforth   | 13                      | 1                       | 2                       | 0                       | 4              | 0              | 0              | 0              | -                     | -                     | -                     | -                     | 17       | 1      | 2           | 0          |
| D. Turner       | 22                      | 0                       | 1                       | 0                       | 4              | 0              | 0              | 0              | 4                     | 0                     | 0                     | 0                     | 30       | 0      | 1           | 0          |